# Чельцов Федір Іванович
Федір Іванович Чельцов (1726 — 1899) — лікар, знайомий Тараса Шевченка.

## Життєпис
Походив з кріпаків.
У 1853 році закінчив медичний факультет Київського університету.
Брав участь в обороні Севастополя та інших боях Кримської війни 1853–1856 років.
Він допомагав пораненим. На четвертому бастіоні Чельцов сам був поранений під час перев'язки солдата, але не залишив поле бою. Чельцов також супроводжував транспорти з пораненими до Миколаєва.
Коли Севастополь впав, Чельцов опинився в Астрахані, де продовжував службу в чоті, сформованій з тих, хто воював у Севастополі.
Там в серпні 1857 року він познайомився з Шевченком.
Під час цієї зустрічі Шевченко подарував Чельцову довідку жартівливого змісту про те, що на півострові Мангишлак «никакой эпедимической болезни не имеется», на звороті якої написав уривок із поеми «Царі» із дарчим написом: «Федору Чельцову (И. Рогожину) на память 16 августа 1857».
Іван Рогожин — комічний образ сатани, який з волі Шевченка став жартівливим псевдонімом Чельцова.
Під цим псевдонімом Чельцов зробив 17 серпня 1957 року у «Щоденнику» Шевченка запис народного анекдоту про чорта, який боявся солдатської служби.
В 1860 році Шевченко подарував Чельцову свій «Кобзар» з власноручним написом.
Шевченко згадував Чельцова в листах.